# Balmes de Montbrun
Pour l’article homonyme, voir Balmes.
Les balmes de Montbrun sont un habitat troglodytique médiéval, situé en Ardèche sur le plateau du Coiron à Saint-Gineis-en-Coiron.
L'intérêt du site est historique, géologique, architectural et pittoresque.

## Toponymie
Le terme « Balme » est un terme très ancien que l'on trouve couramment dans le sud de la France (Occitanie) et qui signifie « grotte » en occitan. « Montbrun » vient de « Montbrul », sans doute à cause de l’origine volcanique et brûlante du lieu.

## Géographie
Le château et le bourg sont situés sur le rebord sud-ouest du plateau du Coiron et implantés au sommet d’une paroi de roche basaltique surplombant le cirque d’un ancien volcan éventré par une très importante explosion.

## Géologie
Les parois du volcan, hautes de 30 à 50 mètres, sont composées de cendres et de scories volcaniques agglomérées, formant  des tufs compacts, homogènes et tendres, dans lesquels les hommes ont pu y tailler des habitations troglodytes.
Il y a 8 millions d'années, toute la région a connu une très intense activité volcanique. Les derniers volcans se sont endormis il y a seulement 12 000 ans.
Sur le site on peut trouver des coulées basaltiques avec des pyroxènes (augite) et olivines de quelques millimètres, reposant sur une belle alternance de calcaires et de marnes, des affleurements de scories rougeâtres, des roches pyroclastiques, riches en scories vasculaires noires et brunes, des enclaves de péridotites, mais aussi des enclaves de granite et de gneiss, témoins du socle volcanique. Dans le secteur on peut aussi trouver des bombes volcaniques, de la pouzzolane, de grands cristaux d'amphibole et de magnétite.

## Historique
L'installation de population sur le site du cratère est très ancienne, dès le Ve siècle av. J.-C. un oppidum existait au Cheylard — un des trois du Pays de Berg.
À Montbrun, la famille de « La Balme » a construit le château, certainement dès le début du XIe siècle au  tournant de l'an mil. La construction du château favorise naturellement l'installation d'une population qui se met sous sa protection. Cependant on ne trouve une première référence écrite qu'en 1160 lorsque Raymond, évêque de Viviers, accorde aux habitants de sa cité une franchise de taxe sur le sel.
En 1206, un accord entre Aymar de Poitiers, comte de Valentinois et Burnon, évêque de Viviers, prévoit que le castrum de la Balma est désormais un alleu (héritage libre de toute redevance féodale) de l'église de Viviers. En 1210, le castrum de Balma devient un fief concédé par l'évêque de Viviers à G. de Balma.
Les Estimes de 1464 mentionne Sainct Jehan de Centenier et de  La Balme, ce qui signifie que le bourg de La Balme est alors sensiblement aussi peuplé que le village chef-lieu de paroisse.
En 1536, est édifiée la chapelle, auparavant les fidèles devaient se rendre à l'église de Saint-Gineis-en-Coiron.
Refuge au temps des guerres de religion, l’importance de l’habitat diminue relativement à partir du XVIe siècle, mais on ne peut parler d'abandon progressif qu’au XVIIIe siècle peu avant la révolution. Cependant quelques rares familles ont continué à occuper le site jusqu'à la fin du XIXe siècle.
Vers 1775, le géologue Barthélemy Faujas de Saint-Fond (1741-1819) visite le « cratère de Montbrul » et y découvre des fragments de poterie antérieurs au Moyen Âge. Il atteste avoir visité une cinquantaine d'habitations troglodytes. Il indique que la plus importante des habitations, sur deux étages était autrefois une prison où les prisonniers étaient enchaînés à des anneaux.
Lors de la révolution française, le nom de « Montbrun » a été donné à toute la commune de Saint-Gineys-en-Coiron.
En 1842, le bourg s'appelait encore les « Balmes de Montbrul ».
À la fin du 19e ou tout début du XXe siècle le site est définitivement abandonné et libre de tout occupation humaine.

## Description du site

### Le château
Le château est situé sur un promontoire dominant le cirque volcanique où s'est établi tout le village; aujourd'hui, il n'en reste que quelques modestes ruines. L'exiguïté de l'espace et la complexité topographique de la terrasse sommitale, permettent de penser que l'édifice castral, comme de nombreux autres châteaux vivarois, était modeste et fruste.
La défense du château était assurée par l'escarpement naturel sur trois de ses côtés, le quatrième côté était fermé par un rempart de pierres sèches. Le château était essentiellement constitué d'un donjon quadrangulaire de faible surface et de hauteur limitée, auquel était associé un bâtiment de type logis seigneurial qui devait couvrir une partie importante de la surface disponible.

### Le village
Le village, au sud du château, regroupe une trentaine de grottes-habitats troglodytes creusées à différents niveaux des falaises. Certaines ont deux étages. Il semble qu'autrefois il y en avait une cinquantaine. Un chemin pavé desservait le bourg.
De nombreuses structures en bois (poutres, planchers, escaliers, galeries) permettaient d'aménager ces habitations. Des traces de ces aménagements sont encore visibles (ancrages de poutres et d’escaliers, placards niches, lucarnes, banquettes, cheminées).
Au pied de la falaise on trouve un four troglodyte avec un plafond creusé à même la roche.
Le pied de la falaise nord ainsi que le centre du cratère était occupé par des terrasses de cultures potagères et fruitières.

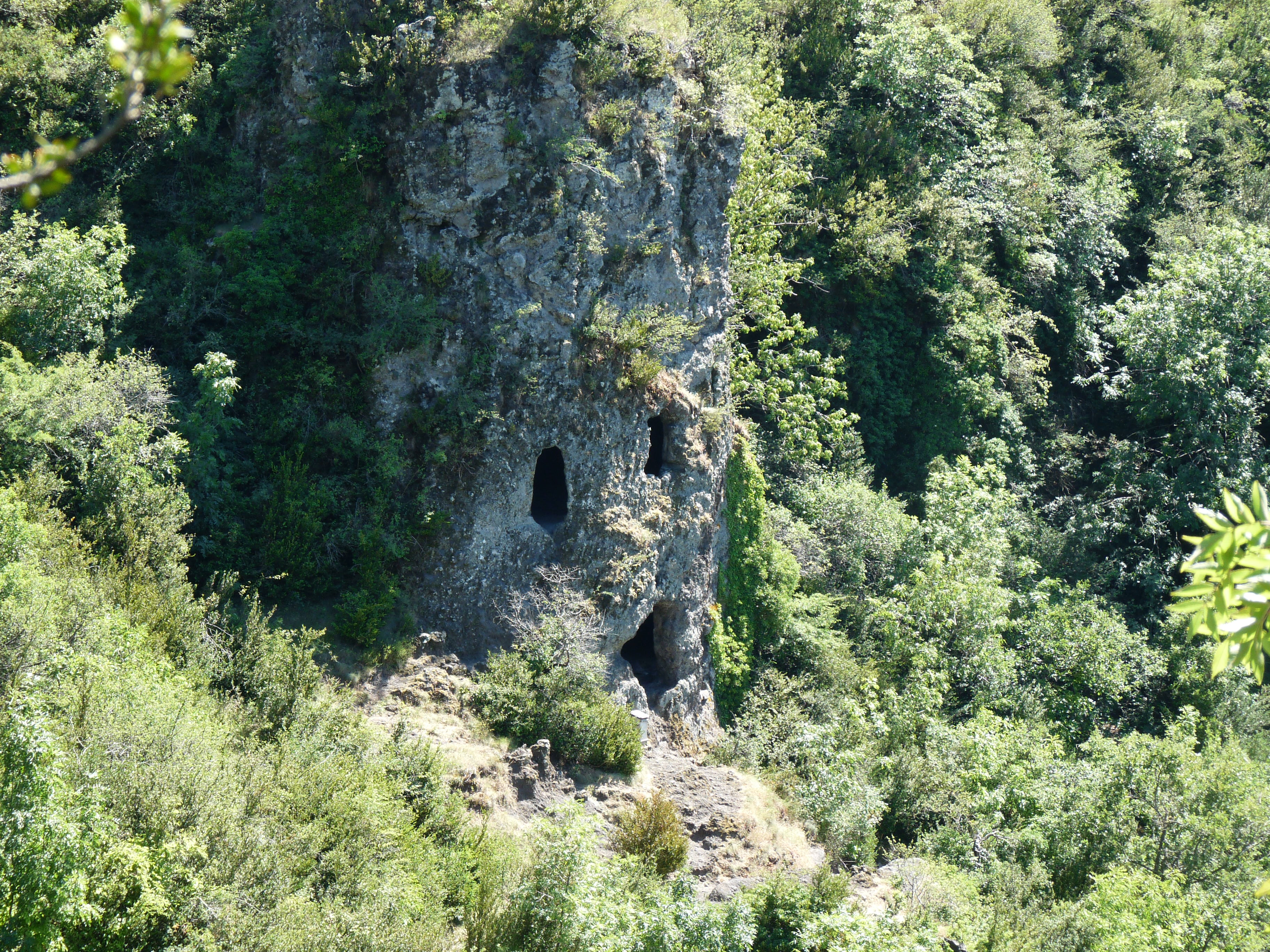
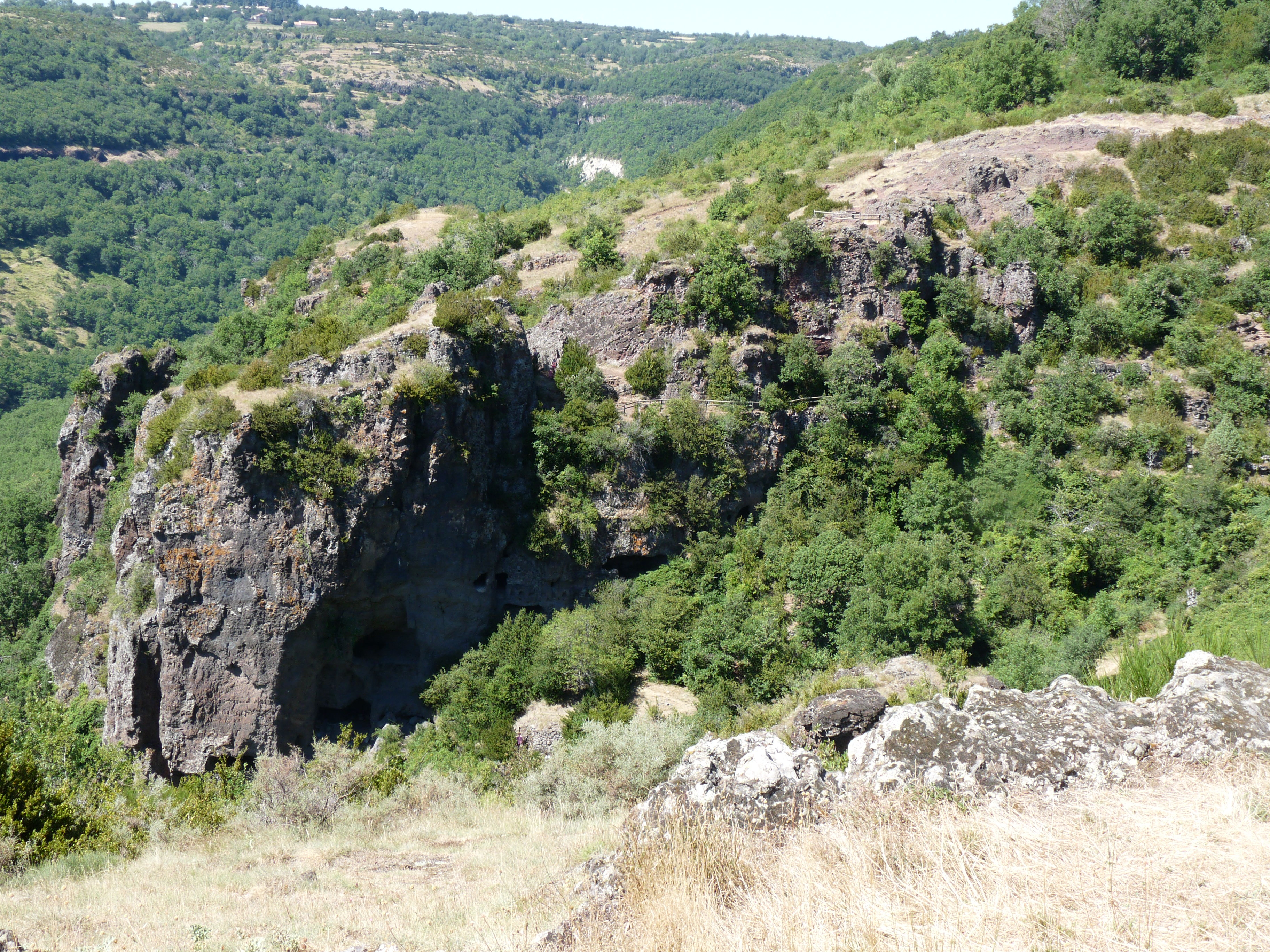
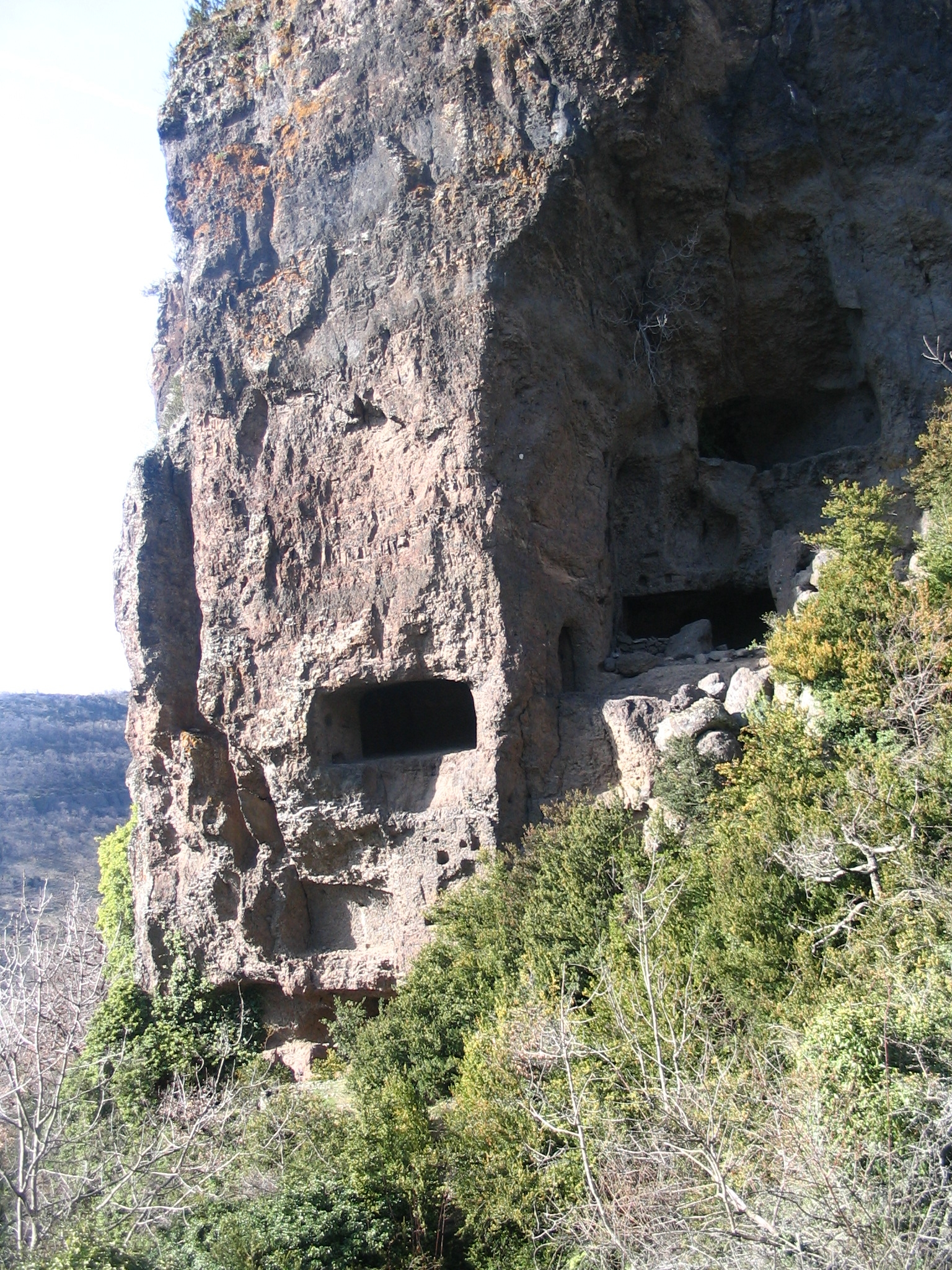

### La chapelle
La chapelle troglodyte Sainte-Catherine, date de 1536 et a été érigée par le baron de l'Estrange. Elle est située à une cinquantaine de mètres au nord du château en dehors du site, alors que le bourg est situé au sud.
Elle comporte une nef unique, un début de transept (bras sud), un autel, une statue de Jésus et une autre de Saint-Joseph. Le sol est en terre battue. La façade actuelle a été construite au XIXe siècle, mais en retrait de 3 mètres de la façade initiale. Les pierres en basalte noir proviennent d'une coulée proche de l'édifice. Elle comporte un œil de bœuf. La chapelle ne peut accueillir qu'une quinzaine de personnes à la fois.
Autrefois la chapelle abritait la statue de Sainte-Reine qui se trouvait depuis le XVIIIe siècle dans l'église paroissiale de Saint-Gineys-en-Coiron. Cette statue de la « Vierge avec enfant » fut sculptée par un petit berger du Bas-Montbrun dans un bois de cerisier. Selon la croyance, cette statue a le pouvoir de calmer les enfants grognons, en patois « los raônores », qui s'agenouillent et prient devant elle.

### La flore
La flore est constituée des plantes et arbres classiques de la flore des plateaux de l'Ardèche qui ont repris leurs droits après l'abandon du site par les hommes, dont orchis mascula, saponaire de Montpellier, fraisiers sauvages, ciguës, orties…
Cependant une partie de cette flore témoigne encore des cultures d'autrefois et l'on peut trouver des variétés anciennes d'arbres fruitiers (pommiers, cognassiers, poiriers, châtaigniers).

### La faune
À remarquer : papillons satyre (Lasiommata megera) et vulcain…

## Accès
L'accès en randonnée peut se faire par Saint-Gineis-en-Coiron ou par Saint-Jean-le-Centenier (2,5 km, plus facile, 150 m de dénivelé). Un petit parking existe sur place.
La visite est libre d'accès. Certaines zones peuvent être sujettes à quelques rares chutes de pierres. Certaines des grottes ne sont plus accessibles à cause des effondrements du sentier. Un point de vue a été créé avec une représentation du site tel qu’il est imaginé  par les historiens.
L'oppidum du Cheylard n'est pas accessible mais reste visible depuis Montbrun.